# فولکس‌واگن اس‌پی۲

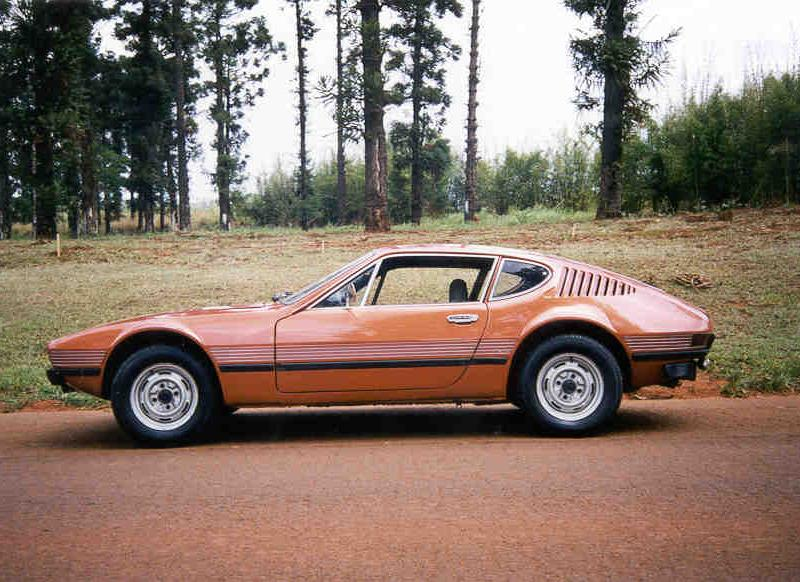

فولکس‌واگن اس‌پی۲ (Volkswagen SP۲) خودرویی است که در سال‌های ۱۹۷۲–۱۹۷۶۱۰،۲۰۵ producedتولید شده‌است.
این خودرو در کلاس خودرو اسپورت قرار گرفته، است.

## نگارخانه

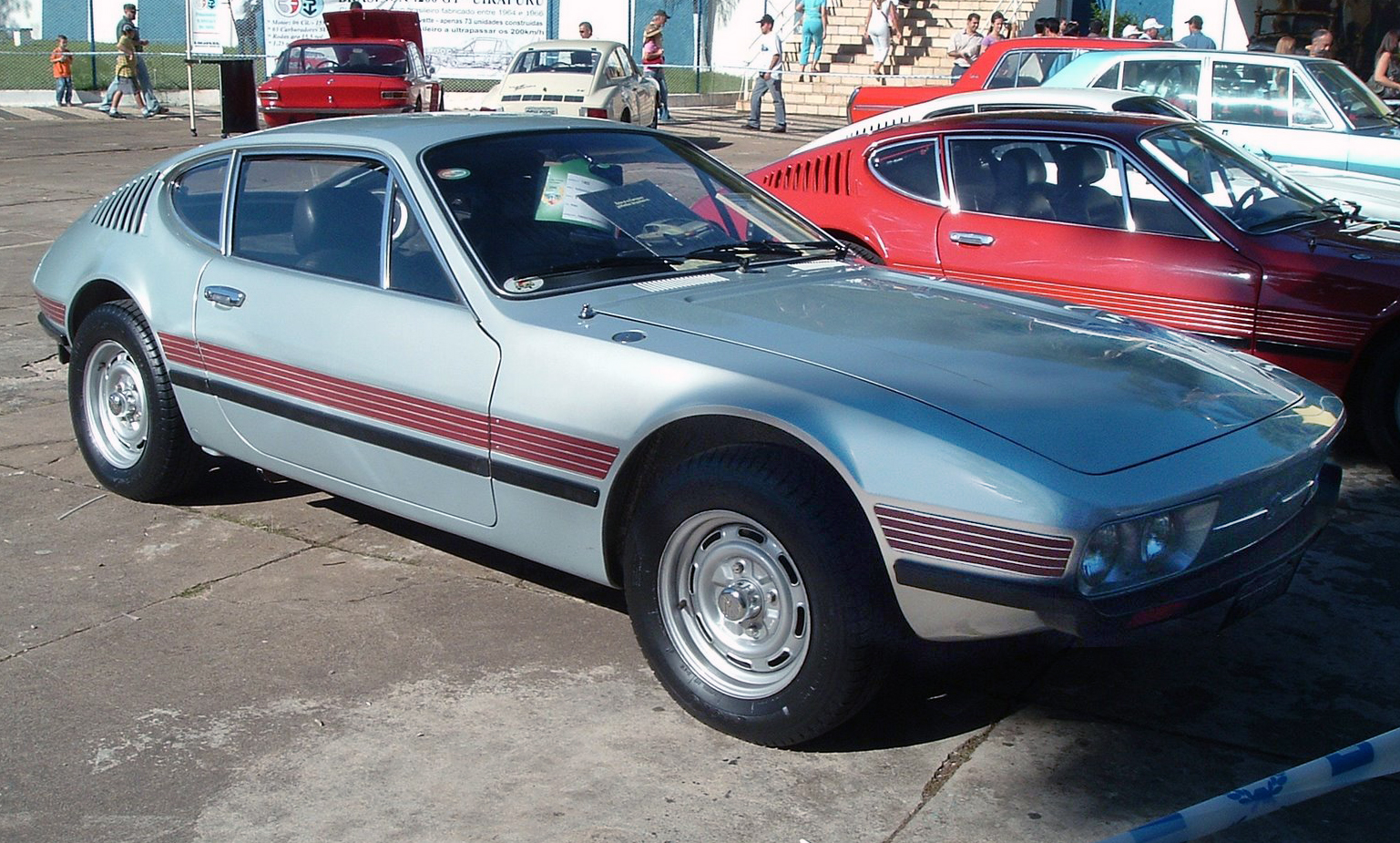
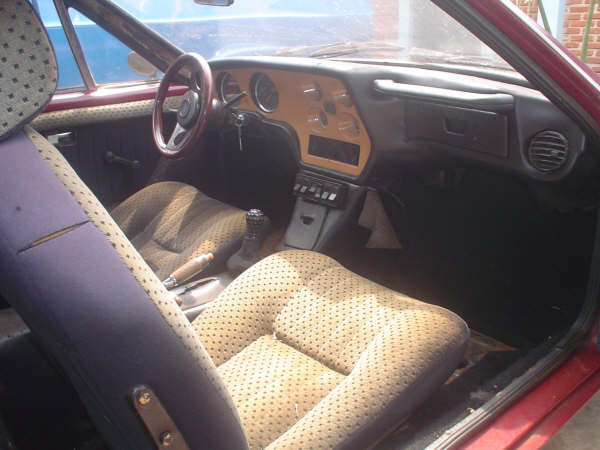
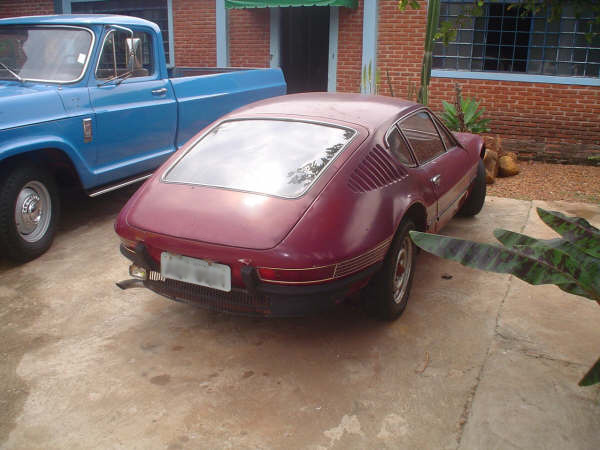
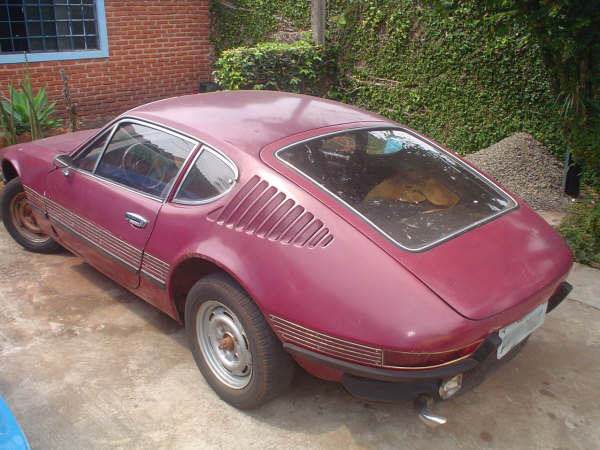
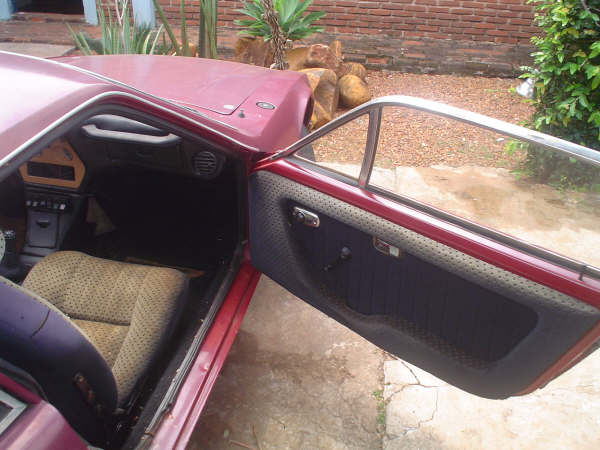
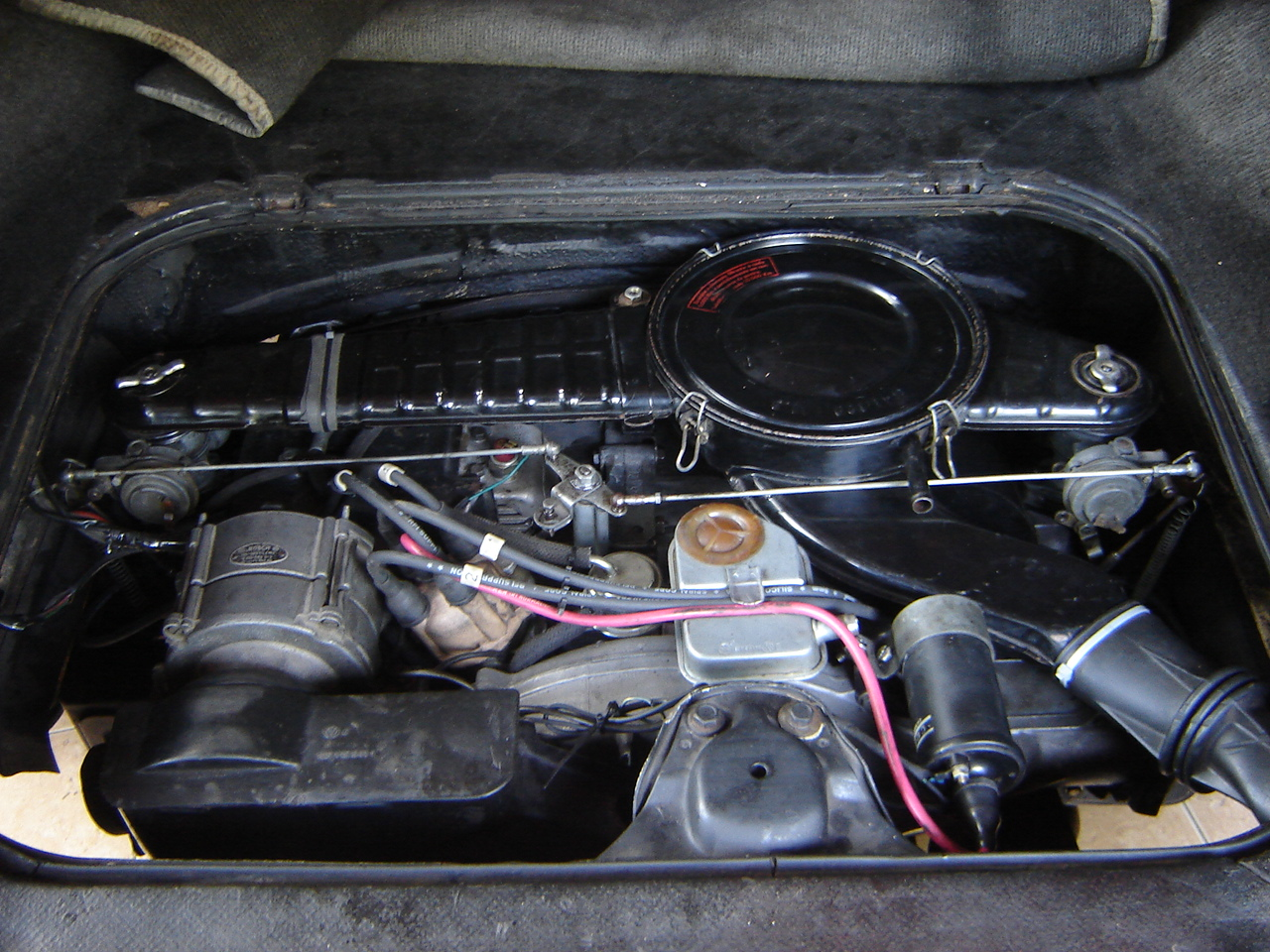
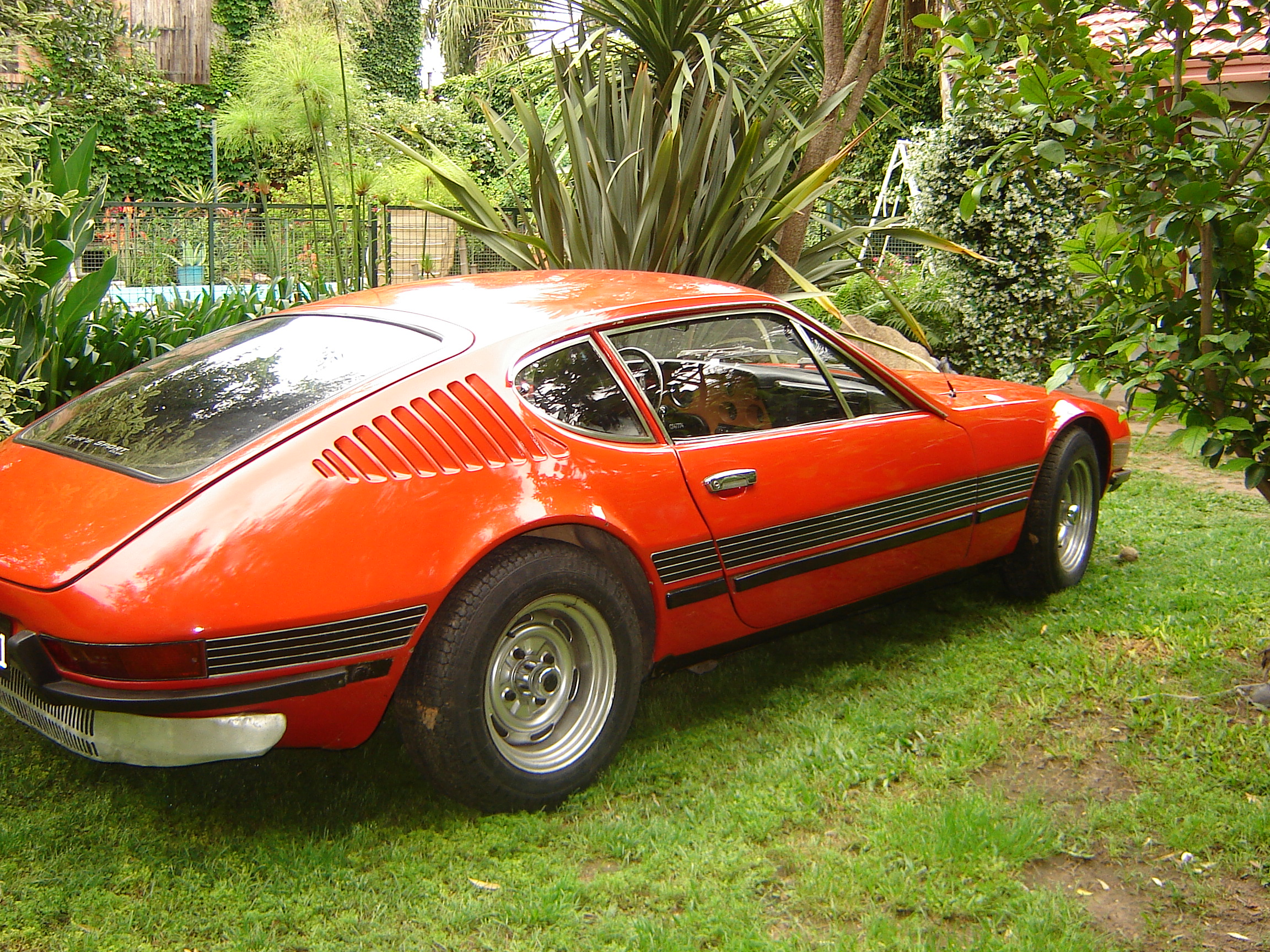